# Завихреність
Завихреність — властивість руху рідини або газу, при якому в середовищі існують «вихори» — обертові елементи об'єму. Кількісною мірою завихреності служить ротор швидкості {\displaystyle {\omega =\operatorname {rot} ~v}}; ω називають псевдовектором вихору або просто завихреністю. Рух з ненульовою завихреністю називається  вихровим  рухом, на відміну від потенційного — безвихрового руху.

## Опис
Еквівалентною мірою завихреності, більш зручною в теоретичних побудовах, є антисиметрична частина тензора градієнта швидкості
{\displaystyle \Omega ={\frac {1}{2}}(\nabla v-\nabla v_{T})}
В декартових координатах {\displaystyle x_{1}},{\displaystyle x_{2}},{\displaystyle x_{3}} зв'язок компонент вектора {\displaystyle \omega } і тензора {\displaystyle \Omega } дається виразами
{\displaystyle \omega _{1}=2\cdot \Omega _{23}},

{\displaystyle \omega _{2}=2\cdot \Omega _{31}},

{\displaystyle \omega _{3}=2\cdot \Omega _{12}},

{\displaystyle \Omega _{ij}={\frac {1}{2}}({\frac {dv_{i}}{dx_{j}}}-{\frac {dv_{j}}{dx_{i}}})}.
У в'язкій рідині відбувається вирівнювання — дифузія локалізованих завихреностей, причому роль коефіцієнта дифузії відіграє кінематична в'язкість рідини {\displaystyle \nu }. Еволюція завихреності в'язкої нестисливої рідини визначається рівнянням
{\displaystyle {\frac {d\omega }{dt}}=(\omega \nabla )u+\nu \triangledown ^{2}\omega }.
Завихреність пов'язана з функцією струменю через оператор Лапласа:
{\displaystyle \omega =\triangle \phi }
Коли мова йде про векторне поле, що є полем швидкостей деякого середовища, ротор цього векторного поля в заданій точці дорівнює подвоєному вектору кутового обертання елемента середовища з центром в цій точці.

## Візуалізація
Один зі способів візуалізувати завихреність — це уявити, що миттєво, крихітна частина континууму стає суцільною, а решта потоку зникає. Якщо ця маленька нова тверда частинка обертається, а не просто рухатися з потоком, то в потоці є завихрення. На рисунку нижче, ліва підгрупа не демонструє завихрення, а права — наявність завихрення.